# Publio Cornelio Dolabella
Publio Cornelio Dolabella (in latino Publius Cornelius Dolabella; Roma, ante 69 a.C. – Laodicea, 43 a.C.), successivamente noto come Lentulo (Lentulus), è stato un politico e militare romano del I secolo a.C. Fu alleato di Cesare fino alla sua morte, poi, per un breve periodo, dei cesaricidi e infine di Antonio. Genero di Cicerone e appartenente alla gens Cornelia, si fece adottare da una famiglia plebea per poter diventare tribuno della plebe, come già aveva fatto Clodio.

## Biografia

### Il problema della data di nascita
Appiano indica come data di nascita di Dolabella il 69 a.C. Questa data, tuttavia, è difficilmente compatibile con gli incarichi che Dolabella ebbe a ricoprire negli anni successivi (in particolare, sarebbe stato ammiraglio di una flotta e supervisore della sua realizzazione a meno di vent'anni). Una soluzione comunemente accettata è attribuire la data ad un errore nella tradizione dei codici o alla compressione degli eventi nella narrazione dello storico e anticipare la data di nascita a un periodo di tempo fra il 70 e l'80 a.C.

### Prime esperienze politiche (51-49 a.C.)

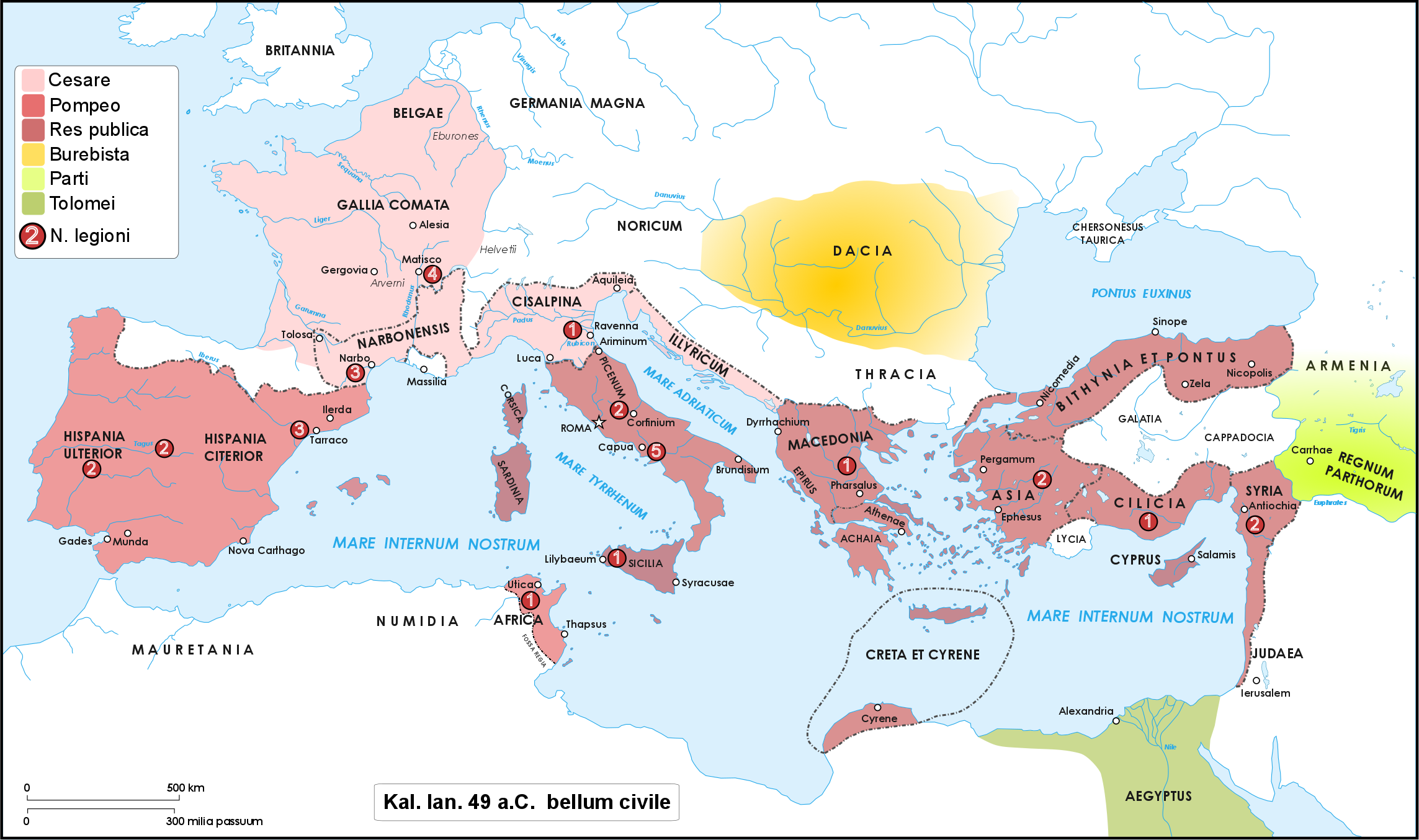
Il mondo romano allo scoppio della guerra civile (1º gennaio 49 a.C.). Sono inoltre evidenziate le legioni distribuite per provincia

Già in giovinezza divenne celebre per la sua ferocia e per la sua sensualità e, prima del 51, si trovò due volte in tribunale, accusato di reati capitali, dove fu difeso da Cicerone. Nel 51 divenne membro del collegio dei quindicemviri. Nel 49 a.C. accusò Appio Claudio Pulcro di aver violato la sovranità del popolo. Durante il processo, che si concluse con l'assoluzione di Appio Claudio, fu abbandonato dalla sua prima moglie, Fabia, da cui aveva avuto il figlio Publio Cornelio Dolabella il Giovane. Si trattava di una donna più vecchia di lui, che aveva sposato per motivi di denaro; proprio il bisogno di denaro, dovuto ai debiti che aveva contratto per mantenere il suo tenore di vita, finì, con ogni probabilità, per influenzare la gran parte delle scelte di Dolabella. Nel 49 si sposò con Tullia, figlia di Cicerone; Cicerone desiderava, in realtà, mantenersi in buone relazioni con Appio Claudio ed era, in ogni caso, contrario al matrimonio, data la pessima opinione che aveva di Dolabella. Tullia avrebbe abbandonato Dolabella due anni dopo, dopo avergli dato un figlio e in attesa del secondo, per morire poco dopo la sua nascita. A Tullia sopravvisse uno dei figli, Lentulo, che però morì entro qualche settimana.

### Sotto la dittatura (49-44 a.C.)

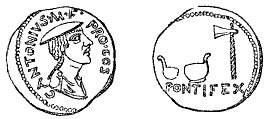
Denario emesso da Gaio Antonio

Durante la guerra civile (49-45 a.C.), Dolabella si schierò inizialmente con Pompeo, ma nel gennaio del 49 a.C. fu tra i primi a recarsi nel campo di Giulio Cesare, appena tornato in Italia, per passare dalla sua parte. Cesare era appena giunto dalla Gallia, dopo essere entrato nel pomerium alla testa delle sue truppe.
Cesare gli affidò il comando di una flotta di almeno 40 navi e la sorveglianza dell'Adriatico durante la sua spedizione in Spagna contro i legati di Pompeo. Dolabella ebbe scarsa fortuna: si ritrovò bloccato nel golfo del Quarnaro dalla flotta dei pompeiani Marco Ottavio e Lucio Scribonio Libone e anche il tentativo di operare con lui di Gaio Antonio, fratello di Marco e comandante dell'esercito di terra lasciato da Cesare in Illiria, fu vano. Antonio fu infatti circondato e le navi catturate dal nemico. Dolabella sembra essere comunque sfuggito, dato che fu presente alla vittoria di Cesare a Farsalo nel 48 a.C..

La campagna di Cesare: da Roma a Tapso...

Tornato a Roma (forse a causa di una malattia), lo stesso anno si fece adottare dalla famiglia del plebeo Gneo Lentulo, così da divenire plebeo egli stesso e poter concorrere per il tribunato. Come tribuno della plebe per il 47 a.C., Dolabella cercò di apportare cambiamenti costituzionali, fra cui una proposta di cancellazione per tutti i debiti (tabulae novae: si confrontino le proposte di Catilina e Celio) e di una parte dei costi d'affitto; era infatti assillato dalle pressanti richieste dei suoi creditori. Questa era una linea di azione che proseguiva lungo quella già percorsa da Celio e che cozzava direttamente contro la volontà del Senato, che aveva deliberato di non varare alcuna riforma fino al rientro di Cesare. Dolabella tentò di ottenere il supporto di Marco Antonio, ma altri due tribuni, Gaio Asinio Pollione e Lucio Trebellio, consigliarono Antonio di non appoggiare questa misura, cui avevano già opposto il veto. Antonio sospettava, inoltre, una relazione fra Dolabella e la propria moglie, Antonia, che scacciò di casa. Trebellio, dal canto suo, si opponeva a Dolabella non solo attraverso le vie politiche, il veto e le sue controproposte, ma anche nella lotta armata. La proposta di legge avveniva inoltre in un momento di grave instabilità politica, con Cesare in grave difficoltà ad Alessandria e le legioni di stanza in Italia che davano segni di grave malcontento. Di fatto, lo scontro fra i due tribuni finì per degenerare in una serie di tumulti. Quando Dolabella occupò il foro, nel tentativo di far passare la sua proposta attraverso l'uso della forza, il Senato proclamò il Senatus consultum ultimum e incaricò Antonio, all'epoca magister equitum, di intervenire contro entrambi i tribuni per ristabilire l'ordine. All'ingresso di Antonio nella città, Dolabella fece barricare il foro, perché la sua proposta di legge fosse comunque votata. Antonio riuscì tuttavia a sfondare e, negli scontri che seguirono, vi fu un grande spargimento di sangue e entrambi i lati subirono perdite. La legge non poté dunque passare, ma i tumulti continuarono fino al ritorno di Cesare a Roma.

...e da Roma a Munda.

Cesare, di ritorno da Alessandria nel settembre del 47 a.C., da un lato punì Antonio per la maniera sanguinaria in cui aveva agito, negandogli il consolato promessogli per l'anno seguente e scegliendo al posto suo Lepido, dall'altro ritenne urgente rimuovere Dolabella da Roma. Per questo, dopo averlo perdonato, lo portò con sé in qualità di comandante militare durante la spedizione contro i pompeiani in Nordafrica, dove furono sconfitti e morirono Giuba e Catone; Tito Labieno e i figli di Pompeo fuggirono invece in Spagna, dove furono definitivamente sconfitti. Proprio in Spagna Dolabella fu ferito. Nel 46 a.C. fu a Roma a discutere con Cicerone per completare la separazione da Tullia, che morì nel 45.
Quando Cesare fu tornato a Roma ed eletto console per il 44 a.C., propose al Senato di trasferire il suo consolato a Dolabella, come console suffetto. Dolabella aveva allora venticinque anni e non aveva ancora coperto la pretura. Antonio, a sua volta scelto console per il 44 a.C. protestò, causando un clamore che portò Cesare a revocare la mozione. Il primo gennaio del 44 a.C., Cesare esercitò tuttavia il suo potere come dittatore e proclamò direttamente Dolabella console. Antonio copriva all'epoca la carica di augure e affermò che i presagi non erano favorevoli. Antonio aveva in realtà annunciato in Senato già diversi mesi prima la sua volontà di opporsi ad un consolato di Dolabella attraverso l'uso degli auspici. Il problema doveva essere discusso in Senato alle idi di marzo del 44 a.C. Quello stesso giorno Cesare fu assassinato e, negli sconvolgimenti che ne seguirono, Dolabella si appropriò delle insegne consolari.

### Dopo la morte di Cesare (44-43 a.C.)

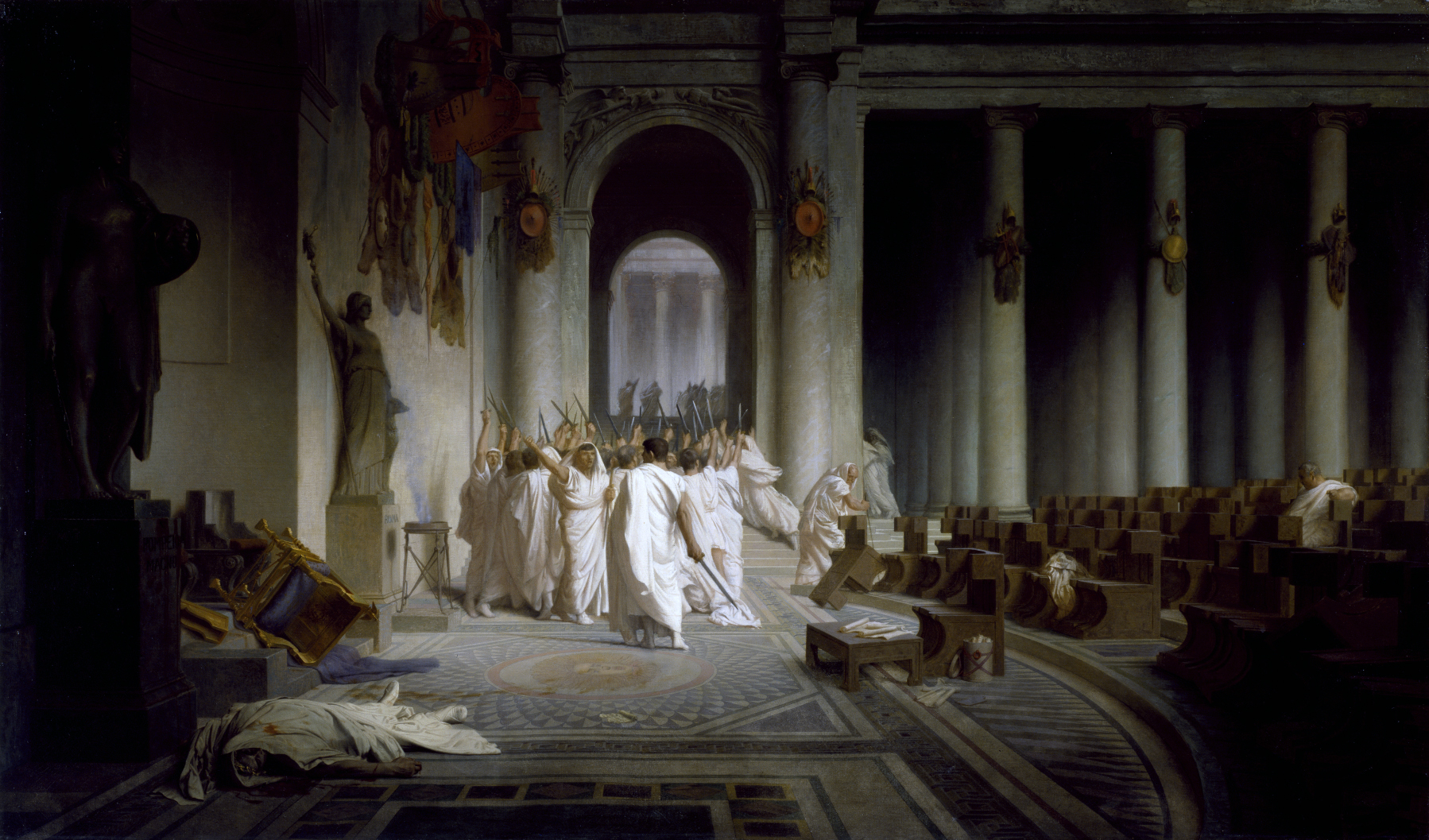
La morte di Cesare (1859). Dipinto di Jean-Léon Gérôme.

Per ottenere la conferma del suo ufficio di console, Dolabella si unì a Marco Giunio Bruto e agli altri cesaricidi, al punto di fare distruggere l'altare e la colonna eretti in onore di Cesare nel foro e fare uccidere chi vi si avvicinava per offrire onori divini a Cesare; tuttavia, quando Antonio gli offrì, oltre al denaro, il comando della spedizione militare contro i Parti e il proconsolato per la provincia di Siria, passò immediatamente dalla sua parte. Questo segnò anche il momento della rottura definitiva con Cicerone, che inizialmente aveva gioito della sua effimera alleanza ai liberatores. Dolabella partì da Roma prima di aver esaurito il suo mandato di console, per precedere il cesaricida Gaio Cassio Longino, che aveva a sua volta ricevuto, prima della morte di Cesare, un mandato per il governo della Siria. Il viaggio di Dolabella attraverso Grecia, Macedonia, Tracia e Asia Minore fu marcato da saccheggi ed estorsioni e dall'uccisione, nel febbraio del 43 a.C., di Gaio Trebonio, cesaricida proconsole d'Asia, che gli aveva negato l'accesso alla città di Smirne. Da questo momento in poi, Dolabella ricorse a qualsiasi mezzo per raccogliere truppe e denaro dalle città dell'Asia Minore. Durante la sua permanenza in Asia, Dolabella strinse un'alleanza con Cleopatra, che si era schierata a fianco dei filocesariani. In cambio, suo figlio Cesarione le venne riconosciuto coreggente d'Egitto.
Quando la morte di Trebonio divenne nota a Roma assieme alle sue altre imprese, Dolabella fu dichiarato nemico pubblico e sostituito da Cassio. Dolabella si recò comunque in Siria e, dopo alcuni scontri iniziali, si asserragliò a Laodicea. Inizialmente, pur essendo tagliato fuori dal continente, Dolabella ebbe il controllo del mare, grazie alle navi e al denaro inviatigli da Cleopatra; quando però il praefectus classis di Cassio, Lucio Staio Murco, riuscì a distruggere la flotta di Dolabella, la sua situazione si fece disperata. Di fronte all'impossibilità di rifornirsi di scorte tramite una sortita, Dolabella ordinò a uno dei propri soldati di dargli la morte (luglio del 43 a.C.).